# Roman de Rou

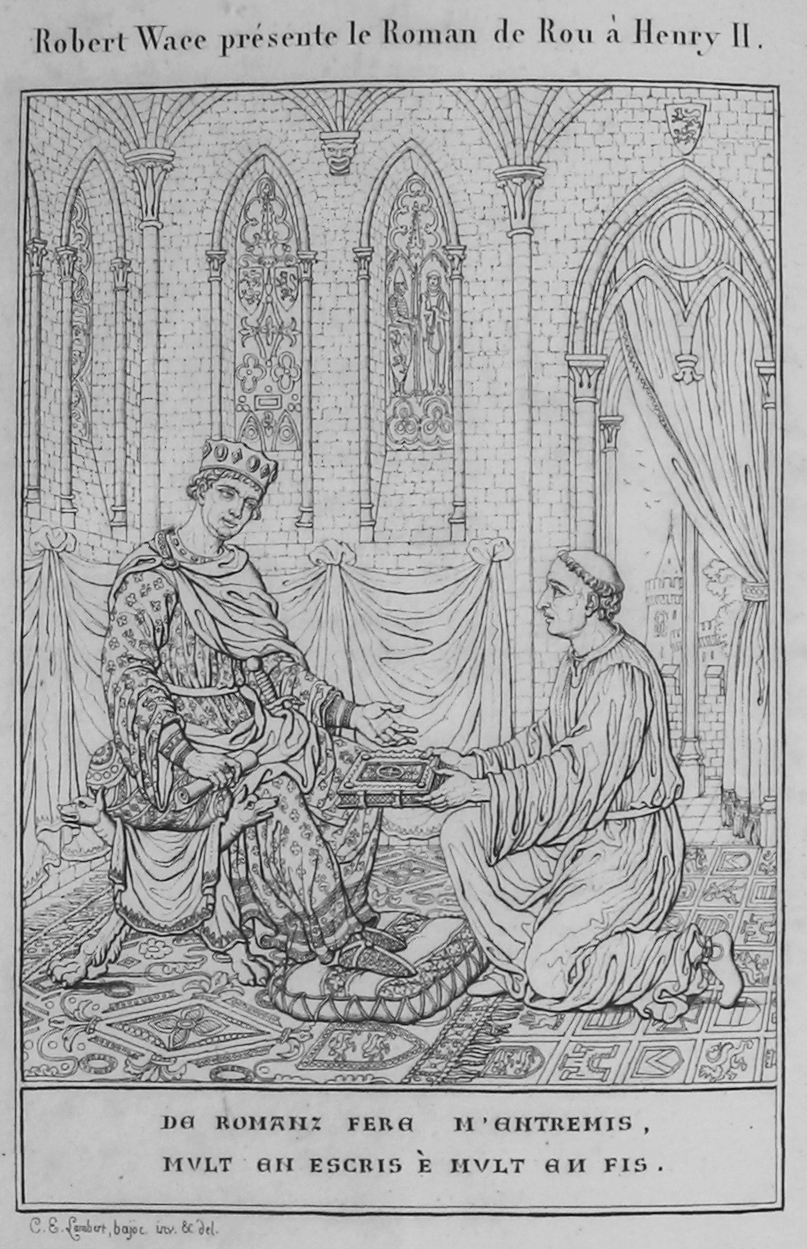
Wace présentant le Roman de Rou à Henri II.

Le Roman de Rou est une chronique versifiée, rédigée en anglo-normand par Wace « Pour remembrer des ancessours Les faiz et les diz et les mours », couvrant l’histoire du duché de Normandie de l’époque de Rollon jusqu’à la bataille de Tinchebray, en 1106.

## Genèse et contenu
- La geste voil de Rou et dez Normanz conter  (v. 43)

Le roman de Rou est l’épopée nationale de la Normandie, qui raconte son histoire et celle des Vikings depuis Rou ou Roll, c’est-à-dire Rollon. Wace ne se contente pas de rapporter les événements historiques. Il ajoute des commentaires sur la vie et le caractère de ses personnages, des anecdotes où l’antagonisme entre Normands et Français est un thème récurrent.
Après le succès de son roman de Brut, relatant l’histoire des Anglais, Wace fut apparemment commissionné par Henri II Plantagenêt pour rédiger une relation analogue des origines des Normands et de leur conquête de l'Angleterre. 
Wace a abandonné son récit avant la fin en informant le lecteur dans les dernières lignes de la IIIe partie que le roi avait confié la même tâche à un certain « Maistre Beneeit », dont on pense qu’il s’agit de Benoît de Sainte-Maure.
Le travail a été commencé en 1160, et Wace semble avoir exécuté ses dernières révisions au milieu des années 1170.
Le roman de Rou se compose de trois parties :
- une relation de 315 vers des ducs en ordre chronologique inversé, connue sous le nom de Chronique Ascendante[1], dont quelques spécialistes pensent qu’elle constitue non une partie originale du roman de Rou, mais une œuvre distincte de celle de Wace ;
- une section de 4 425 vers en alexandrins, connus sous le nom de IIe partie ;
- une section de 11 440 vers en octosyllabes, connus sous le nom de IIIe section.

Une section de 750 vers connue sous le nom de Le Romaunz de Rou et des dus de Normendie apposé à quelques éditions semble être une première ébauche tôt abandonnée avant d’être réintégrée dans la version finale.

## Sources utilisées par Wace
Wace a eu, pour son histoire des ducs de la Normandie, recours aux sources suivantes :
- Gesta Normannorum Ducum ;
- De moribus et actis primorum Normanniae ducum, de Dudon de Saint-Quentin ;
- Gesta Guillelmi, de Guillaume de Poitiers ;
- Gesta Regum Anglorum, de Guillaume de Malmesbury ;
- Brevis relatio de Guillelmo nobilissimo comtie Normannorum ;
- la tradition orale, y compris des informations qu’il tenait de témoins oculaires, ainsi que de son propre père.

## Éditions
- Le Roman de Rou de Wace, Éd. A. J. Holden, Paris, A. & J. Picard, 1970
- Guillaume le Duc, Guillaume le roi, extraits du Roman de Rou de Wace, Éd. René Lepelley, Presses universitaires de Caen, 1995,  (ISBN 2905461233)

### Sources
- François Just Marie Raynouard, Observations philologiques et grammaticales sur le Roman de Rou, et sur quelques règles de la langue des trouvères au douzième siècle, Rouen, Édouard Frère, 1829.
- Auguste Le Prévost, Supplément aux notes historiques sur le Roman de Rou, Rouen, Édouard Frère, 1829.